# Marco Brunetti
Marco Brunetti (ur. 9 lipca 1962 w Turynie) – włoski duchowny katolicki, biskup Alby od 2016.

## Życiorys
Święcenia kapłańskie otrzymał 7 czerwca 1987 i został inkardynowany do archidiecezji turyńskiej. Pracował głównie jako duszpasterz parafialny, a w latach 1995–2016 był dyrektorem kurialnego wydziału ds. duszpasterstwa służby zdrowia.
21 stycznia 2016 papież Franciszek mianował go ordynariuszem diecezji Alba. Sakry udzielił mu 13 marca 2016 metropolita Turynu - arcybiskup Cesare Nosiglia.